# Le Bugue

Le Bugue este o comună în departamentul Dordogne din sud-vestul Franței. În 2009 avea o populație de 2.800 de locuitori.

## Evoluția populației
| An        | 1975  | 1982  | 1990  | 1999  | 2006  | 2009  |
| --------- | ----- | ----- | ----- | ----- | ----- | ----- |
| Populație | 2.778 | 2.784 | 2.764 | 2.778 | 2.762 | 2.800 |